# 日内瓦协定 (1966年)
日内瓦协定是委内瑞拉与英属圭亚那于1966年2月17日在瑞士日内瓦签署的協定。該協定內提到委内瑞拉不承認1899年法院的判决，不過協定對委內瑞拉的說法不持任何立場。協議中提到簽署方應該找到切实可行、和平且令人满意的埃塞奎博圭亚那爭端解决方案。 